# Cerco de Petélia
O Cerco de Petélia ou Primeira Batalha de Petélia foi realizado no final de 216 ou início de 215 de a.C. pelo exército cartaginês sobre a cidade de Petélia, em Brúcio.

## Introdução
Depois da vitória dos cartagineses na Batalha de Canas (216 a.C.), uma grande revolta irrompeu entre os aliados romanos no sul da Itália. Aníbal dividiu seu exército, entregando a seu irmão, Magão Barca, a parte que seguiu para Brúcio para travar contato com os novos aliados enquanto o próprio Aníbal seguiu com a outra parte para a Campânia. Os brúcios, habitantes, em sua maioria, dos povoados montanheses do sudoeste da Itália, queriam conquistar as populações gregas costeiras vizinhas da Magna Grécia. Magão embarcou dali para Cartago para informar a capital sobre os êxitos e as novidades da guerra, deixando à frente do exército o general Hanão e seu mestre da cavalaria, Himilcão.
Petélia era uma cidade brúcia cuja localização é identificada variadamente entre os autores como sendo as modernas Strongoli e Petilia Policastro. Foi uma das poucas cidades brúcias a permanecer fiel a Roma e, por isso, foi atacada pelos cartagineses.

## Cerco
Formalizada a aliança com os brúcios no outono de 216 a.C., Hanão e Himilcão deram início às suas ações atacando o território de Petélia. Em Roma, pouco antes da substituição dos inúmeros senadores mortos em Canas por novos membros para permitir a realização das novas eleições consulares, chegou uma embaixada de Petélia pedindo ajuda contra os cartagineses e do resto das cidades de Brúcio. O Senado respondeu que não haviam forças militares disponíveis para ajudar e, por isso, deixaram que eles decidissem por si sós o melhor curso de ação. Quando a embaixada retornou a Petélia, a decisão foi estocar mantimentos e melhorar as obras defensivas para melhor enfrentar um cerco.
As ações contra Petélia continuaram no início do cerco pelo próprio Aníbal, que havia invernado suas tropas na Campânia e aproveitou o período para apoiar as operações no sul. Perante à ferranha defesa que encontrou, Aníbal resolveu circundar a cidade com um muro e entregou o comando das operações a Hanão.
Os defensores se desfizeram da população não combatente expulsando-a da cidade murada, melhorando assim as condições de resistência por limitar o compartilhamento dos escassos víveres com mulheres, crianças e idosos. Depois de vários meses de cerco, a cidade finalmente caiu perante um assalto comandando por Himilcão, facilitado pela debilidade dos defensores, enfraquecidos pela fome. Oitocentos habitantes sobreviveram à captura da cidade e foram todos realocados pelos romanos no final da guerra. Acredita-se que o cerco tenha levado onze meses.
Lívio, porém, data a queda de Petélia antes do final do mandato consular de 216 a.C..

## Consequências
Depois da queda de Petélio, Himilcão tomou, depois de enfrentar uma débil resistência, Cosência, a última cidade brúcia fiela a Roma. Hanão se dirigiu então para a Campânia, onde deu início às operações contra as colônias gregas da Magna Grécia. Seu primeiro ato foi uma fracassada tentativa de fazer Régio mudar de lado, no que teve mais sorte Himilcão, que conseguiu a deserção de Locros.
O fracasso em Régio e o acordo com os locrenses causaram irritação entre os brúcios, que formaram um exército próprio e iniciaram, por conta própria, um ataque à colônia grega de Crotona. Porém, seu fracasso em tomar a cidadela obrigou os petélios a recorrer a Hanão, que, graças à mediação dos locrienses, conseguiu que os crotonenses abandonassem sua cidade para se refugiarem em Locros, entregando Cronoa aos brúcios.